# Liste des municipalités du Dakota du Sud
L'État américain du Dakota du Sud est divisé en 311 municipalités, qui ont le statut de city, de town ou de village (seulement Wentworth).
La loi du Dakota du Sud distingue trois classes de municipalités : première classe (au-delà de 5 000 habitants), deuxième classe (entre 500 et 4 999 habitants) et troisième classe (en dessous de 500 habitants). Toujours situées en dehors des townships, les municipalités peuvent depuis 1972 adopter des chartes « home rule ».

## Liste des municipalités de plus de 2 000 habitants
Selon le recensement de 2010, 35 municipalités du Dakota du Sud comptent plus de 2 000 habitants.
1. Sioux Falls - 153 888
2. Rapid City - 67 956
3. Aberdeen - 26 091
4. Brookings - 22 056
5. Watertown - 21 482
6. Mitchell - 15 254
7. Yankton - 14 454
8. Pierre - 13 646
9. Huron - 12 592
10. Vermillion - 10 571
11. Spearfish - 10 494
12. Brandon - 8 785
13. Box Elder - 7 800
14. Sturgis - 6 627
15. Madison - 6 474
16. Belle Fourche - 5 594
17. Harrisburg - 4 089
18. Tea - 3 806
19. Hot Springs - 3 711
20. Dell Rapids - 3 633
21. Mobridge - 3 465
22. Milbank - 3 353
23. Lead - 3 124
24. Canton - 3 057
25. Winner - 2 897
26. Hartford - 2 534
27. North Sioux City - 2 530
28. Sisseton - 2 470
29. Chamberlain - 2 387
30. Flandreau - 2 341
31. Redfield - 2 333
32. Lennox - 2 111
33. Fort Pierre - 2 078
34. Custer - 2 067
35. Beresford - 2 005

Les principales villes du Dakota du Sud
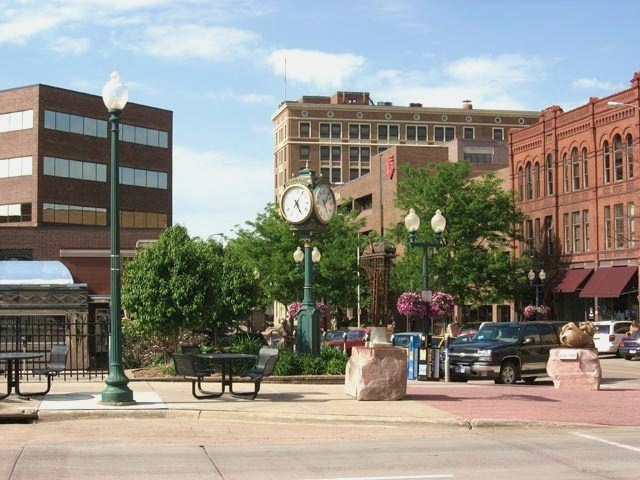
Sioux Falls
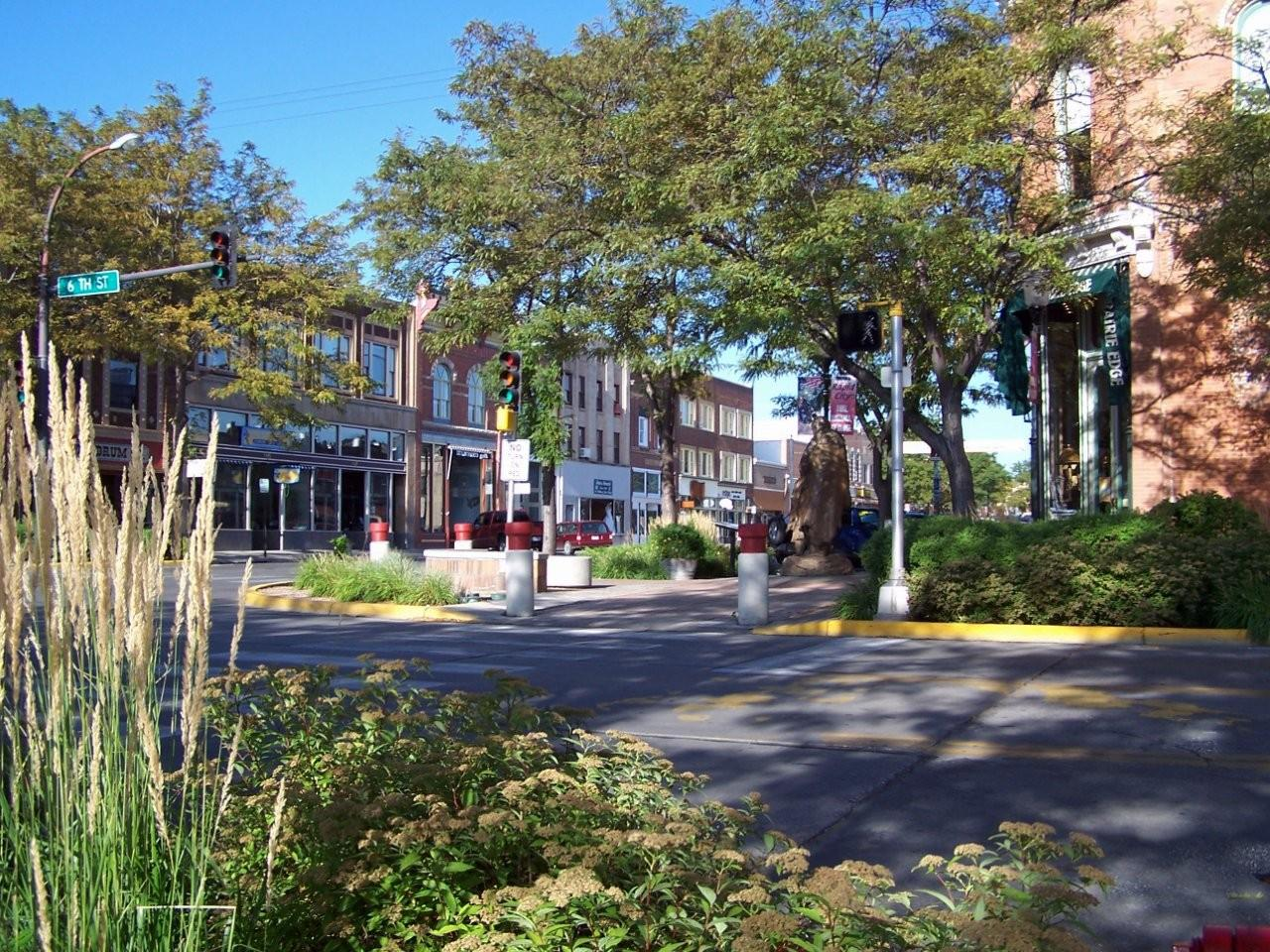
Rapid City
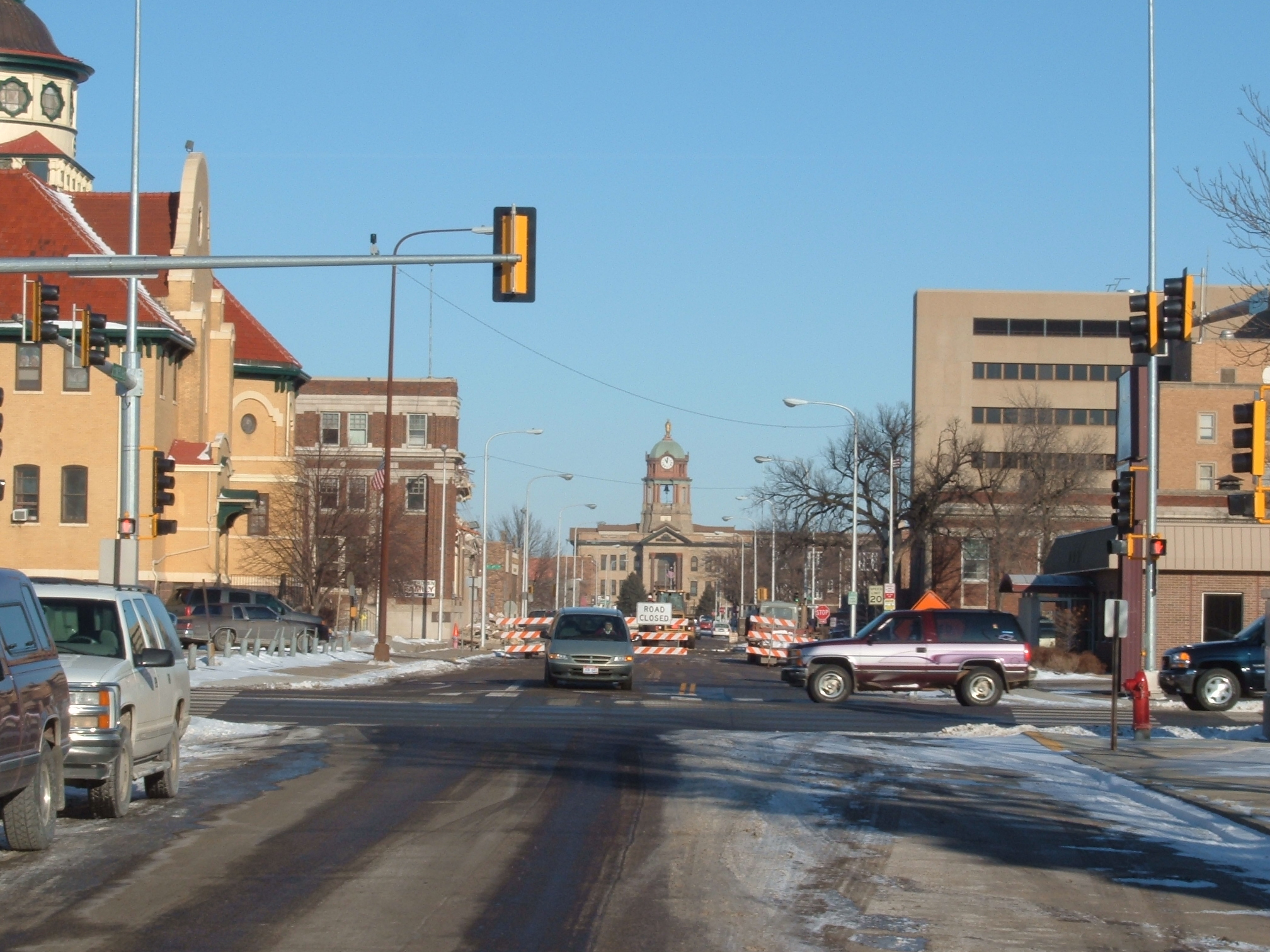
Aberdeen
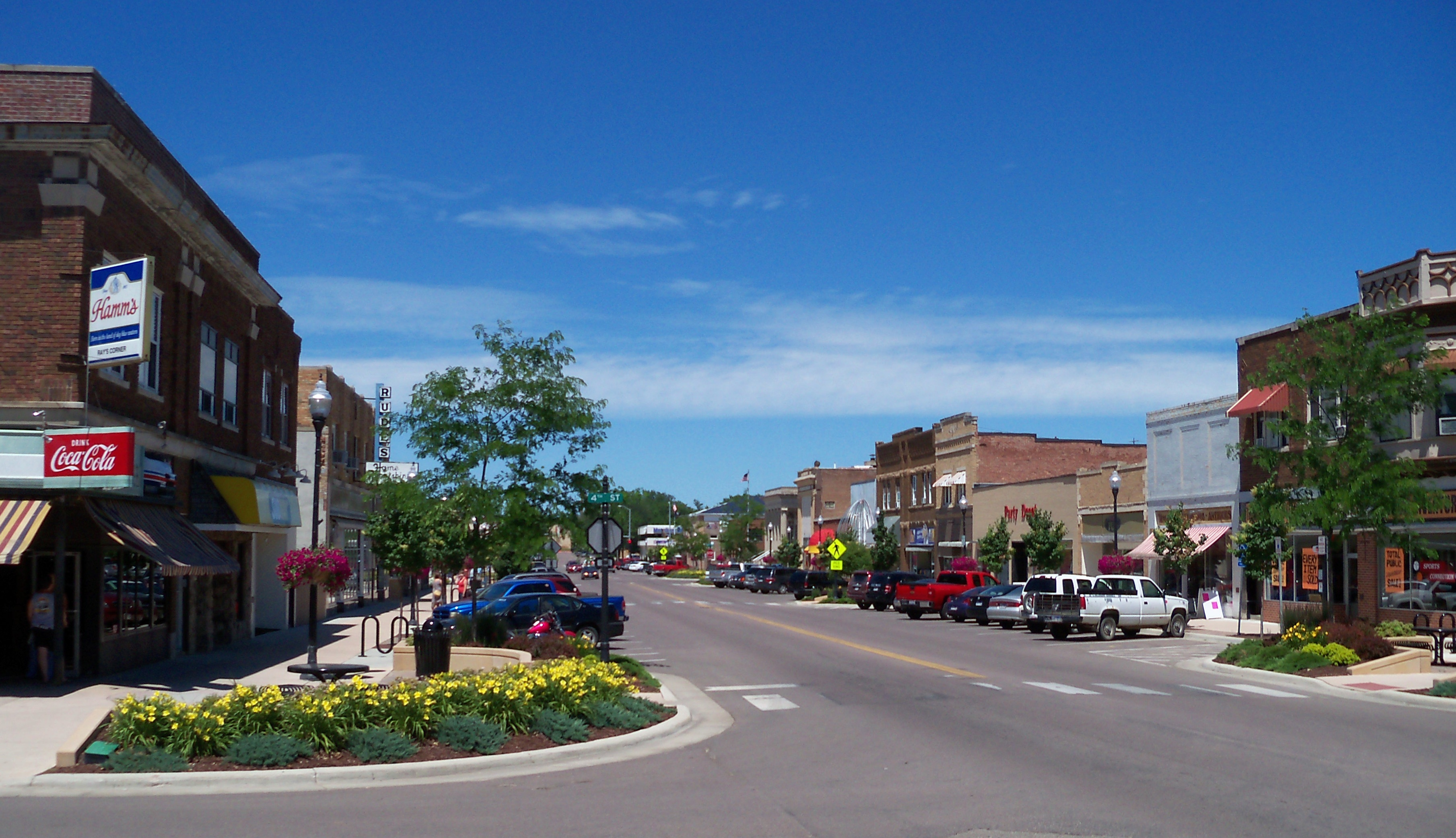
Brookings
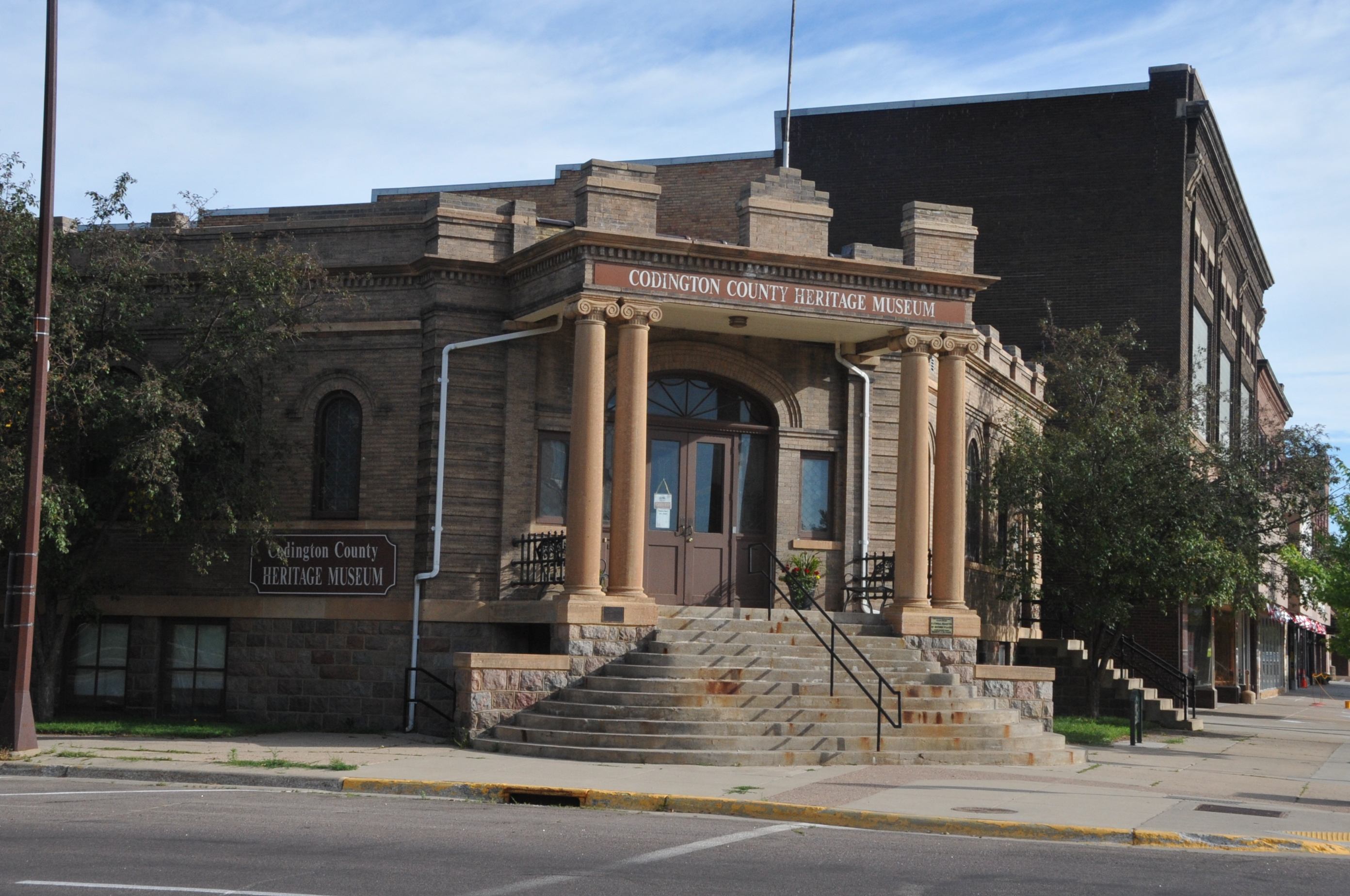
Watertown

## Liste descitiesdu Dakota du Sud
- Haut – A
- B
- C
- D
- E
- F
- G
- H
- I
- J
- K
- L
- M
- N
- O
- P
- Q
- R
- S
- T
- U
- V
- W
- X
- Y
- Z

### A
- Aberdeen
- Alcester
- Alexandria
- Arlington
- Armour
- Ashton
- Avon

### B
- Baltic
- Belle Fourche
- Beresford
- Big Stone City
- Blunt
- Bonesteel
- Bowdle
- Box Elder
- Brandon
- Bridgewater
- Bristol
- Britton
- Brookings
- Bruce
- Bryant
- Burke

### C
- Canistota
- Canton
- Carthage
- Castlewood
- Centerville
- Central City
- Chamberlain
- Clark
- Clear Lake
- Colman
- Colome
- Colton
- Columbia
- Conde
- Corsica
- Crooks
- Custer

### D
- Deadwood
- Dell Rapids
- Delmont
- De Smet
- Doland
- Dupree

### E
- Eagle Butte
- Edgemont
- Egan
- Elk Point
- Elkton
- Emery
- Estelline
- Eureka

### F
- Faith
- Faulkton
- Flandreau
- Fort Pierre
- Frankfort
- Freeman

### G
- Garretson
- Gary
- Geddes
- Gettysburg
- Gregory
- Groton

### H
- Harrisburg
- Hartford
- Hecla
- Herreid
- Highmore
- Hill City
- Hosmer
- Hot Springs
- Howard
- Hurley
- Huron

### I
- Ipswich
- Irene
- Iroquois

### J
- Jefferson

### K
- Kadoka
- Kimball

### L
- Lake Andes
- Lake Norden
- Lake Preston
- Lead
- Lemmon
- Lennox
- Leola

### M
- McIntosh
- McLaughlin
- Madison
- Marion
- Martin
- Mellette
- Menno
- Milbank
- Miller
- Mission
- Mitchell
- Mobridge
- Montrose
- Mount Vernon
- Murdo

### N
- Newell
- New Underwood
- North Sioux City

### O
- Oldham
- Onida

### P
- Parker
- Parkston
- Philip
- Piedmont
- Pierre
- Plankinton
- Platte
- Presho

### R
- Rapid City
- Redfield
- Roscoe

### S
- Salem
- Scotland
- Selby
- Sioux Falls
- Sisseton
- Spearfish
- Spencer
- Springfield
- Stickney
- Sturgis
- Summerset

### T
- Tea
- Timber Lake
- Tripp
- Tyndall

### V
- Valley Springs
- Veblen
- Vermillion
- Viborg
- Volga

### W
- Wagner
- Watertown
- Waubay
- Webster
- Wessington
- Wessington Springs
- White
- White Lake
- White River
- Whitewood
- Willow Lake
- Wilmot
- Winner
- Woonsocket

### Y
- Yankton

## Liste destownsdu Dakota du Sud
- Haut – A
- B
- C
- D
- E
- F
- G
- H
- I
- J
- K
- L
- M
- N
- O
- P
- Q
- R
- S
- T
- U
- V
- W
- X
- Y
- Z

### A
- Agar
- Akaska
- Albee
- Alpena
- Altamont
- Andover
- Artas
- Artesian
- Astoria
- Aurora

### B
- Badger
- Bancroft
- Batesland
- Belvidere
- Bison
- Bradley
- Brandt
- Brentford
- Broadland
- Buffalo
- Buffalo Gap
- Bushnell
- Butler

### C
- Camp Crook
- Canova
- Cavour
- Chancellor
- Chelsea
- Claire City
- Claremont
- Corona
- Cottonwood
- Cresbard

### D
- Dallas
- Dante
- Davis
- Dimock
- Dolton
- Draper

### E
- Eden
- Erwin
- Ethan

### F
- Fairburn
- Fairfax
- Fairview
- Farmer
- Florence
- Frederick
- Fruitdale
- Fulton

### G
- Garden City
- Gayville
- Glenham
- Goodwin
- Grenville

### H
- Harrold
- Hayti
- Hazel
- Henry
- Hermosa
- Herrick
- Hetland
- Hillsview
- Hitchcock
- Hoven
- Hudson
- Humboldt

### I
- Interior
- Isabel

### J
- Java

### K
- Kennebec
- Keystone
- Kranzburg

### L
- La Bolt
- Lake City
- Lane
- Langford
- Lebanon
- Lesterville
- Letcher
- Lily
- Long Lake
- Lowry

### M
- Marvin
- Midland
- Mission Hill
- Monroe
- Morristown
- Mound City

### N
- Naples
- New Effington
- New Witten
- Nisland
- Northville
- Nunda

### O
- Oacoma
- Oelrichs
- Olivet
- Onaka
- Orient
- Ortley

### P
- Peever
- Pickstown
- Pierpont
- Pollock
- Pringle
- Pukwana

### Q
- Quinn

### R
- Ramona
- Ravinia
- Raymond
- Ree Heights
- Reliance
- Revillo
- Rockham
- Rosholt
- Roslyn

### S
- St. Francis
- St. Lawrence
- Seneca
- Sherman
- Sinai
- South Shore
- Stickney
- Stockholm
- Strandburg
- Stratford
- Summit

### T
- Tabor
- Tolstoy
- Toronto
- Trent
- Tulare
- Turton
- Twin Brooks

### U
- Utica

### V
- Verdon
- Vienna
- Vilas
- Virgil
- Volin

### W
- Wakonda
- Wall
- Wallace
- Ward
- Warner
- Wasta
- Westport
- Wetonka
- White Rock
- Wolsey
- Wood

### Y
- Yale